# Holden One Tonner
Der Holden One Tonner ist ein schwerer Pick-up der australischen GM-Division Holden.
Es gab den Pick-up:
- 1971–1985 als Serie HQ, HJ, HX, HZ und WB Belmont und
- 2003–2006 als Serie VY und VZ Ute